# Gentianopsis yabei
Gentianopsis yabei är en gentianaväxtart som först beskrevs av Hisayoshi Takeda och Hara, och fick sitt nu gällande namn av Yu Chuan Ma och Takahashi. Gentianopsis yabei ingår i släktet strandgentianor, och familjen gentianaväxter.

## Underarter
Arten delas in i följande underarter:
- G. y. albiflora
- G. y. akaisiensis